# Claudio Rodríguez Fer
Claudio Rodríguez Fer (Lugo, 1956) é um escritor galego. 
É autor de uma trintena de obras poéticas e de narrativa em língua galega, assim como de outra trintena de livros de estudo literário em galego e castelhano. Em português é autor de Uma temporada no paraíso (Manaus, Editora Valer, 2019) e DNA do infinito (Manaus, Editora Valer, 2024), ediçãos bilíngues do poeta Saturnino Valladares, professor da Universidade Federal do Amazonas. 
Entre outros galardões, recebeu o Prêmio da Crítica Espanhola pelo poemário erótico Tigres de ternura, e duas vezes o Prêmio Losada Diéguez pelos seus ensaios Poesia galega e A literatura galega durante a guerra civil. Foi traduzido para máis de sesenta idiomas e foi objeto de três livros de estudo: Por un vocabulario galego do sexo. A terminoloxía erótica de Claudio Rodríguez Fer (1996) e O lume vital de Claudio Rodríguez Fer (1999 e ampliado 2008), de Olga Novo, e Os mundos de Claudio Rodríguez Fer (1998) de Natalia Regueiro, ampliado com Manuela Aira (2024): https://www.unionlibre.org/artigos/artigosmundos.htm
Exerceu a docência nas Universidades da Cidade de Nova Iorque (CUNY), da París Este Marne-La Vallèe (UPEM), da Bretanha Sur (UBS-Lorient) e da Alta Bretanha (UHB-Rennes 2), por onde foi reconhecido co grau de Doutoramento Honoris Causa, e atualmente exerce na Universidade de Santiago de Compostela, onde dirige a Cátedra José Ángel Valente de Poesía e Estética e a revista filologica Moenia. 
Coordena com Carmen Blanco os cadernos interculturais e libertários Unión Libre e é membro fundador e presidente da Asociación para a Dignificación das Vítimas do Fascismo.

## Poesia
- Poemas de amor sem morte (1979)
- Tigres de ternura (1981), Tender Tigers (2012)
- Cinepoemas (1983)
- Historia da lúa (1984)
- A boca violeta (1987)
- Lugo blues (1987)
- Vulva (1990)
- Cebra (1991)
- A muller núa (1992)
- Extrema Europa (1996)
- A unha muller descoñecida (1997)
- Rastros de vida e poesía (2000)
- Moito máis que mil anos / Muioc'h kalz eget mil bloaz (2000)
- A vida. Gravados sobre corpo (2002)
- A loita continúa (2004)
- Viaxes a ti (2004), Voyages à toi (2008)
- Ámote vermella (2009)
- Unha tempada no paraíso (2010), Uma temporada no paraíso (2019),
- Amores e clamores (Poesía reunida) (2011)
- Terra extrema de radiación amorosa (2011)
- O cuarto bretón / La pièce bretonne (2014)
- Revolución rosaliana en Nova York / Rosalía’s Revolution in New York (2014)
- Icebergs (Micropoemas reunidos) (2015)
- Ansia das alas / L'ansia di avere le ali (2015)
- Amores sen morte / Deathless Loves (2015)
- A cabeleira (Poema en 35 idiomas) (2015)
- A cabeleira (Poema en 60 idiomas) (2016)
- Os amores profundos / Les amours profonds (2016)
- Anarquista o nada (Poemas de la memoria libertaria) (2016)
- A cabeleira multilingüe (Poema en 65 idiomas) (2017)
- Pai meu (Amén, camarada) (Poema en 8 idiomas) (2017), 11 (2019), 16 (2020)
- Limiares sen límites / Πύλες απειράριθμες (2017)
- A muller sinfonía (Cancioneiro vital) 2018)
- Corpoética (catálogo de exposición) 2018)
- Diálogos imposibles / Dialogues impossibles (2018)
- Criptografías (2018)
- Máis alá do bosque / Dincolo de pădure (2018)
- Beleza ou barbarie / Bellesa o barbàrie (2019)
- A viaxe vermella (María Casares) (Poema en 11 idiomas) (2021)
- ADN do infinito (2021), DNA do infinito (2024)
- Nova York, Novos Poemas / New York, New Poems (2022)
- A cabeleira (Poema en 70 idiomas) (2023)

## Narrativa
- Meta-relatos (1988)
- A muller loba (1993)
- Belas e bestas (2002)
- O muiñeiro misterioso (2005)
- A bela mestra (2005)
- Os paraísos eróticos (2010)
- Contos e descontos (Narrativa completa) (2011)

## Estudo e ensaio
- A Galicia misteriosa de Ánxel Fole (1981)
- Antonio Machado e Galicia (1989)
- Poesía galega (1989)
- Arte literaria (1991)
- José Ángel Valente (1992)
- Comentarios de textos contemporáneos (1992)
- Comentarios de textos populares e de masas (1994)
- A literatura galega durante a guerra civil (1994)
- Material Valente (1994)
- Acometida atlántica. Por un comparatismo integral (1996)
- Ánxel Fole. Vida e obra (1997)
- O mundo lucense de Ánxel Fole (1997)
- Ánxel Fole. Unha fotobiografía (1997)
- Guía de investigación literaria (1998)
- Borges dende o labirinto galego (2008)
- Valente: el fulgor y las tinieblas (2008)
- Meus amores celtas (2010)
- Valente vital (Galicia, Madrid, Oxford) (2012)
- Borges y todo (Escepticismo y otros laberintos) (2013) e (2023)
- Valente vital (Ginebra, Saboya, París) (2014)
- Valente vital (Magreb, Israel, Almería) (2017)
- Valente infinito (Libertad creativa y conexiones interculturales) (2018)
- Valente epistolar (Correspondencia entre José Ángel Valente y sus amistades) (2021)
- Santiago Marcos, poeta topo contra el fascismo (2023)
- Poetas concatenados: Cavafis, Cernuda, Valente e Gamoneda (2024)

## Edição e introdução
- Contos de lobos, de Ánxel Fole (1985, 1989)
- Cántigas de alén, de José Ángel Valente (1987, 1989, 1996)
- Con pólvora e magnolias, de Xosé Luís Méndez Ferrín (1989)
- Os eidos, de Uxío Novoneyra (1990)
- Guerra literaria, de Rafael Dieste (1991)
- Verbas de chumbo, de Castelao (1992)
- Poesía perdida, de Ricardo Carvalho Calero (1993)
- Obras reunidas, de Ángel Johán (1993)
- Cartafolio galego, de Ánxel Fole (1996)
- Obra galega completa, de Ánxel Fole (1997)
- A lenda do Grande Inquisidor, de Fiódor Dostoievski (1998)
- Cuaderno de versiones, de José Ángel Valente (2001)
- Cima del canto, de José Ángel Valente (2002)
- Obra literaria completa, de Ánxel Fole (2003)
- Obras completas II. Ensayos, de José Ángel Valente (2002)
- Ensayos sobre José Ángel Valente, de Juan Goytisolo (2009)
- Álvaro Cunqueiro en Ortigueira, de Álvaro Cunqueiro (2011)
- Musgo / Moss, de Emily Dickinson (2015), com traduçao ao galego